# Combate aproximado

Combatentes engajados em combate aproximado durante um ataque a uma cidade, no início do século XVII.

O combate aproximado é uma situação de combate entre dois ou mais oponentes à curta distância. Desde o surgimento das armas de fogo e de longo alcance, o termo tem sido usado para se referir especificamente ao combate de melê.

## Confrontos armados e desarmados
Entre os muitos tipos de combate abrangidos pelo termo geral combate aproximado estão os termos modernos combate corpo-a-corpo e combate em ambientes confinados (CQC). O combate aproximado ocorre quando forças militares opostas se envolvem em áreas restritas, um ambiente frequentemente encontrado em guerras urbanas. As táticas militares de pequenas unidades tradicionalmente consideradas formas de combate aproximado incluem o combate com armas manuais ou de arremesso, como espadas, facas, machados ou ferramentas.
Desde a Segunda Guerra Mundial, o termo "combate aproximado" também passou a descrever o combate corpo-a-corpo desarmado, bem como o combate envolvendo armas de fogo e outras armas de distância quando usadas a curto alcance, geralmente a uma distância de 100 metros ou menos. William E. Fairbairn, que organizou e liderou o famoso Esquadrão de Choque de Xangai da Polícia Municipal de Xangai, desenvolveu um sistema de combate aproximado para soldados e civis que leva seu nome, o "sistema Fairbairn", incorporando o uso de arma de porte, faca e a técnica de luta da arte marcial defendu. Desde então, o termo "combate aproximado" também tem sido usado para descrever um confronto físico de curto alcance entre antagonistas não envolvidos num conflito militar, por exemplo, em tumultos e outros conflitos violentos entre autoridades policiais e civis.

## Exemplos
- A Batalha de Isandlwana em 22 de janeiro de 1879, a primeira batalha da Guerra Anglo-Zulu, transformou-se em combate aproximado quando os britânicos esgotaram suas munições. Resultou em uma vitória decisiva dos zulus sobre o moderno exército britânico.

- Em 22 de outubro de 1986, durante o cerco à Prisão de Pudu, a Unidade de Ações Especiais (unidade de operações especiais da Polícia Real da Malásia) voltou-se para o combate corpo-a-corpo, usando bastões e bengalas de vime, depois que o primeiro-ministro da Malásia ordenou a resolução da crise dos reféns sem o uso de armas de fogo. O resultado foi uma vitória para a polícia e os cinco prisioneiros mantidos como reféns na prisão de Pudu foram libertados.

- A Batalha de Danny Boy ocorreu perto da cidade de Amará, no sul do Iraque, em 14 de maio de 2004, entre soldados britânicos e cerca de 100 insurgentes iraquianos do Exército Mahdi. Os insurgentes emboscaram uma patrulha dos Argyll e Sutherland Highlanders perto de um posto de controle conhecido como Danny Boy, perto de Majar al-Kabir. Os Argylls convocaram reforços do 1º Batalhão do Regimento Real da Princesa de Gales; estes últimos também foram emboscados e, devido a uma falha nas comunicações eletrônicas, demorou algum tempo até que chegasse mais ajuda britânica. Enquanto esperavam por reforços, os britânicos envolveram-se num dos combates mais ferozes que travaram no Iraque. Os combates envolveram tiros de fuzil e baionetadas à curta distância. A batalha durou cerca de três horas, durante as quais 28 insurgentes do Exército Mahdi foram mortos; os britânicos sofreram alguns feridos, mas nenhum foi morto em combate.

- A Batalha do Tribunal de Spotsylvania durante a Guerra Civil Americana. Os homens dos exércitos do Norte e do Sul eram periodicamente forçados a uma luta corpo-a-corpo sangrenta que lembrava batalhas antigas, com os homens usando espadas, facas, baionetas e até paus e as mãos nuas.